# آمارال (بازیکن فوتبال، زاده ۱۹۸۷)
آنتونیو سلیلسون دا سیلوا فیتوسا (به پرتغالی: Antonio Cleilson da Silva Feitosa) مدافع اهل برزیل است که در شهر فورتالزا و در تاریخ ۵ سپتامبر ۱۹۸۷ به دنیا آمده‌است.
آنتونیو سلیلسون دا سیلوا فیتوسا در تیم‌های فوتبال Fortaleza سابقهٔ حضور دارد.